# باشگاه فوتبال آرسنال در فصل ۲۶–۲۰۲۵
فصل ۲۰۲۵–۲۶ تیم فوتبال آرسنال، سی و چهارمین حضور باشگاه فوتبال آرسنال در لیگ برتر فوتبال انگلستان، صدمین فصل متوالی حضور آنها در سطح اول فوتبال انگلیس است، این تیم در این فصل تبدیل به اولین تیمی شده است که ۱۰۰ فصل متوالی را در سطح اول فوتبال انگلیس و ۱۰۹مین فصل حضور در سطح اول فوتبال انگلیس سپری می‌کند. علاوه بر لیگ داخلی، آرسنال در این فصل در جام حذفی، جام اتحادیه و لیگ قهرمانان اروپا نیز شرکت می‌کند که چهلمین حضور اروپایی آنها است. این فصل از ۱ ژوئیه ۲۰۲۵ تا ۳۰ ژوئن ۲۰۲۶ برگزار خواهد شد.

## بازنگری فصل گذشته

### پیشینه
در فصل ۲۰۲۴–۲۰۲۵ آرسنال به شدت تحت تأثیر مصدومیت‌ها و محرومیت‌ها قرار گرفت. این باشگاه پس از استعفای ناگهانی ادو گاسپار، مدیر ورزشی، در اواسط فصل، هیچ بازیکنی را در پنجره نقل و انتقالات زمستانی جذب نکرد.
توپچی‌ها در فصل ۲۰۲۴–۲۰۲۵ بیست بازی لیگ برتر را بردند که هشت امتیاز کمتر از فصل قبل بود. آنها در این فصل ۲۱ امتیاز از بازی‌های که در آن جلو بودند در این رقابت‌ها از دست دادند که بدترین رکورد مشترک آنها در یک فصل است. آرسنال در این فصل چهار بازی لیگ برتر را واگذار کرد که یک باخت کمتر از فصل قبل این باشگاه بود، این نشان دهنده کمترین تعداد باخت آنها در یک فصل لیگ برتر از فصل ۲۰۰۷–۲۰۰۷ بود. برای دومین فصل متوالی، آنها بهترین رکورد دفاعی این لیگ را در اختیار داشتند و تنها ۳۴ بار دروازه خود را باز شده دیدند. تیم میکل آرتتا برای سومین فصل متوالی به عنوان نایب قهرمانی لیگ برتر دست یافت.
آرسنال بیست و یکمین فصل لیگ قهرمانان اروپا را از فصل ۱۹۹۲–۱۹۹۳ در سپتامبر ۲۰۲۴ آغاز کرد. آنها در ژانویه ۲۰۲۵ در فاز لیگ سوم شدند و دور پلی‌آف فوریه را دور زدند تا مستقیماً به جمع ۱۶ تیم برتر راه پیدا کنند. توپچی‌ها در مرحله یک چهارم نهایی با نتیجه ۵–۱ در مجموع بر رئال مادرید، قهرمان لیگ قهرمانان اروپا، غلبه کردند و برای اولین بار از فصل ۲۰۰۸–۲۰۰۹ به نیمه نهایی این رقابت‌ها راه پیدا کردند. پس از شکست ۳–۱ در مجموع دو بازی در مقابل تیم قهرمان گ، پاری سن ژرمن فرانسه، تیم آرتتا در مرحله نیمه نهایی از لیگ قهرمانان اروپا کنار رفت.

### پیش فصل
به ترتیب در ۶ و ۲۶ ژوئن، باشگاه اعلام کرد که گابریل ماگالهاس، مدافع برزیلی و مایلس لوئیس-اسکلی، بازیکن جوان و آکادمی باشگاه قراردادهای بلندمدت جدیدی امضا کرده‌اند.

#### نقل و انتقالات تیم اصلی (پنجره نقل و انتقالات تابستانی)
پنجره نقل و انتقالات تابستانی لیگ برتر از ۱ ژوئن تا ۱۰ ژوئن (به دلیل یک دوره نقل و انتقالات استثنایی که توسط فیفا برای جام جهانی باشگاه‌ها تعیین شده بود) و سپس بین ۱۶ ژوئن تا ۱ سپتامبر ۲۰۲۵ ادامه داشت.
آرسنال در ۴ ژوئن تأیید کرد که قرار است بیست بازیکن را از فهرست خود خارج کند، که دو نفر از آنها، کیران تیرنی و جورجینیو، بودند که به ترتیب ۱۴۴ و ۷۹ بازی برای تیم اصلی توپچی‌ها در تمام رقابت‌ها انجام داده بودند.

## تیم اول

### کادر مربیگری تیم اول
توجه: تا تاریخ ۱۹ ژوئیه ۲۰۲۵.

### ترکیب تیم اول
یادداشت‌ها:
- شماره‌های بازیکنان تیم آخرین بار در تاریخ ۱۸ ژوئیه ۲۰۲۵ به‌روزرسانی شده‌اند.
- پرچم‌ها نشان دهنده تیم ملی طبق قوانین واجد شرایط بودن فیفا هستند. بازیکنان می‌توانند ملیت فیفایی خود را پس از فصل ۲۰۲۵–۲۰۲۶ تغییر دهند و می‌توانند بیش از یک ملیت غیر فیفایی داشته باشند.
- بازیکن * – بازیکنی که به‌طور دائم یا قرضی در طول فصل به آرسنال پیوسته است.
- بازیکن † – بازیکنی که در طول فصل به‌طور دائم یا قرضی از آرسنال جدا شده است.
- بازیکن ^ - بازیکنی که در تیم زیر ۲۱ سال یا زیر ۱۸ سال آرسنال ثبت نام کرده بود اما در طول فصل برای تیم اصلی به میدان رفت.
- بازیکن (HG) - بازیکنی که معیارهای «بازیکن بومی» لیگ برتر را دارد.[۱۷][۱۸]
- بازیکن (CT) – بازیکنی که معیارهای «بازیکن آموزش دیده در باشگاه» یوفا را برآورده می‌کند.[۱۹][۲۰]
- بازیکن (AT) - بازیکنی که معیارهای «بازیکن آموزش دیده توسط اتحادیه» یوفا را برآورده می‌کند.[۱۹][۲۰]

### بازیکنان ورودی
بازیکنان زیر به‌طور دائم به آرسنال پیوستند و قراردادهای جدیدی با این باشگاه امضا کردند.
| تاریخ         | No.     | Pos.     | بازیکن          | منتقل شده از          | Transfer fee                       | قرارداد به پایان می‌رسد | Ref.          |
| تیم اول       | تیم اول | تیم اول  | تیم اول         | تیم اول               | تیم اول                            | تیم اول                | تیم اول       |
| ------------- | ------- | -------- | --------------- | --------------------- | ---------------------------------- | ---------------------- | ------------- |
| ۱ ژوئیه ۲۰۲۵  | ۱۳      | جی کی    | کپا آریزابالاگا | چلسی (لیگ برتر)       | ۵٫۰ میلیون پوند                    | ۲۰۲۸                   | [ ۲۲ ]        |
| ۶ ژوئیه ۲۰۲۵  | ۳۶      | ام اف    | مارتین زوبیمندی | رئال سوسیداد (لالیگا) | £55.8m                             | ۲۰۳۰                   | [ ۲۴ ]        |
| ۱۰ ژوئیه ۲۰۲۵ | ۱۶      | ام اف    | کریستین نورگارد | برنتفورد (لیگ برتر)   | ۱۰٫۰ میلیون پوند + ۲٫۰ میلیون پوند | ۲۰۲۷+۱                 | [ ۲۶ ]        |
| ۱۸ ژوئیه ۲۰۲۵ | ۲۰      | اف دبلیو | نونی مادوئکه    | چلسی (لیگ برتر)       | ۴۸٫۵ میلیون پوند + ۳٫۵ میلیون پوند | ۲۰۳۰                   | [ ۲۸ ]        |
| آکادمی        |         |          |                 |                       |                                    |                        |               |
| ۱۶ ژوئیه ۲۰۲۵ | ۸۳      | دی اف    | کالان همیل      | سنت جانستون (قهرمانی) | اعلام نشده                         | ۲۰۲۷ (بورسیه تحصیلی)   | [ ۲۹ ] [ ۳۰ ] |

کل هزینه‌ها: ۱۱۹٫۳ پوند میلیون (به استثنای افزونه‌های احتمالی، پاداش‌ها و ارقام فاش نشده)

### بازیکنان خروجی
| تاریخ       | No.     | Pos.     | بازیکن      | منتقل شده به    | Transfer fee    | Ref.    |
| تیم اول     | تیم اول | تیم اول  | تیم اول     | تیم اول         | تیم اول         | تیم اول |
| ----------- | ------- | -------- | ----------- | --------------- | --------------- | ------- |
| ۵ ژوئن ۲۰۲۵ | —       | دی اف    | نونو تاوارس | لاتزیو (سری آ)  | £7.6m           | [ ۳۲ ]  |
| ۹ ژوئن ۲۰۲۵ | ۲۷      | اف دبلیو | مارکینیوش   | کروزیرو (سری آ) | ۳٫۰ میلیون پوند | [ ۳۴ ]  |

کل درآمد: ۱۰٫۶ پوند میلیون (به استثنای افزونه‌های احتمالی، پاداش‌ها و ارقام فاش نشده)

## کیت‌ها
تأمین کننده: آدیداس / اسپانسر: فلای امارات / اسپانسر آستین: ویزیت رواندا
| {{{title}}} | {{{title}}} |

### اطلاعات کیت
فصل ۲۰۲۵–۲۶ هفتمین فصلی است که برند آدیداس لباس آرسنال را طراحی و تأمین می‌کند، آدیداس این مسئولیت را از ابتدای فصل ۲۰۱۹–۲۰۲۰ پس از اتمام قرارداد آرسنال باپوما تحویل گرفت.

### لیگ برتر

#### خلاصه نتایج
| مجموع | مجموع  | مجموع | مجموع | مجموع | مجموع | مجموع | مجموع | خانه | خانه | خانه | خانه | خانه | خانه | مهمان | مهمان | مهمان | مهمان | مهمان | مهمان |
| بازی  | امتیاز | پ     | ت     | ش     | گ‌ز    | گ‌خ    | ت‌گ    | پ    | ت    | ش    | گ‌ز   | گ‌خ   | ت‌گ   | پ     | ت     | ش     | گ‌ز    | گ‌خ    | ت‌گ    |
| ----- | ------ | ----- | ----- | ----- | ----- | ----- | ----- | ---- | ---- | ---- | ---- | ---- | ---- | ----- | ----- | ----- | ----- | ----- | ----- |
| ۰     | ۰      | ۰     | ۰     | ۰     | ۰     | ۰     | ۰     | ۰    | ۰    | ۰    | ۰    | ۰    | ۰    | ۰     | ۰     | ۰     | ۰     | ۰     | ۰     |

منبع: 

پ = پیروزی؛ ت = تساوی؛ ش = شکست؛ گ‌ز = گل زده؛ گ‌خ = گل خورده؛ ت‌گ = تفاضل گل

#### مسابقات
برنامه‌های بازی‌های لیگ برتر در تاریخ ۱۸ ژوئن ۲۰۲۵ اعلام شد. تعدادی از بازی‌های لیگ برای پوشش زنده تلویزیونی در بریتانیا یا به دلیل تداخل با مسابقات جام داخلی یا اروپایی، به زمان دیگری موکول و جابجا خواهد شد.

### جام حذفی انگلیس
آرسنال به عنوان یک تیم لیگ برتری، در دور سوم جام حذفی انگلیس (FA Cup) حضور خواهد داشت و در این مسابقات به رقابت خواهند پرداخت.

### جام اتحادیه
توپچی‌ها به عنوان یکی از تیم‌های لیگ برتر که در مسابقات یوفا شرکت می‌کنند، در دور سوم جام اتحادیه فوتبال انگلیس نیز (EFL Cup) حضور خواهند داشت و وارد این رقابت‌ها خواهند شد.

### لیگ قهرمانان اروپا

#### مرحله لیگ
ضریب باشگاهی یوفا برای باشگاه آرسنال در پایان فصل ۲۰۲۴–۲۵ ۹۸۰۰۰ امتیاز بود.